# Joachim Bueckelaer
Joachim Beuckelaer, de son vrai nom Bueckelaer (Anvers, vers 1533 -  Anvers,vers 1574), est un peintre flamand spécialisé dans les scènes de marché et de cuisine avec des étalages élaborés de nourriture et d'équipements ménagers. Il a également peint des natures mortes sans personnages dans la scène centrale. Son développement du genre des scènes de marché et de cuisine a eu une influence sur le développement de l'art de la nature morte en Europe du Nord ainsi qu'en Italie. Il est encore connu pour ses tableaux historiques, de sujets religieux, de genre, de figures, de portraits, de natures mortes, etc. Il appartient à l'École d'Anvers.

## Biographie
Les détails sur la vie de Joachim Beuckelaer sont rares. Il est né à Anvers dans une famille de peintres. Il est probablement le fils du peintre Mattheus Beuckeleer et le frère de Huybrecht Beuckeleer. Son frère est également devenu peintre et les œuvres de Huybrecht ont parfois été attribuées à tort à Joachim. Il a peut-être appris à peindre dans l'atelier de son oncle, Pieter Aertsen, qui a épousé sa tante Kathelijneà partir de 1542. Pieter Aertsen est surtout connu pour ses scènes de marché et de cuisine, et les scènes de genre.

Scène de bordel.

Beuckelaer est devenu un maître indépendant de la guilde de Saint-Luc d'Anvers en 1560. Il épouse le 30 novembre de cette année, Magdalena Schryvers. Ne connaissant pas le succès de son oncle, il travaille pour Antonio Moro qui lui confie les ajustements de ses portraits. Il a peut-être, aussi, orné de figures, des paysages de Cornelis van Dalem. La plupart de ses œuvres sont datées entre 1561 et 1571.
Beuckelaer reste actif à Anvers tout au long de sa carrière et continue à développer des thèmes pionniers dans la peinture d'Aertsen, mais dépassant sans doute son maître présumé.
La date de sa mort n'est pas connue avec certitude mais se situe vraisemblablement entre 1570 et 1574.

## Style et influence
Beuckelaer s'est spécialisé dans les scènes de marché et de cuisine avec des étalages élaborés de nourriture et d'équipements ménagers. S'il reprend les sujets favoris de son maître Pieter Aertsen, kermesses, marchés, cuisines, il les traite avec plus de saine gaité dans des tonalités claires, carmin et or.

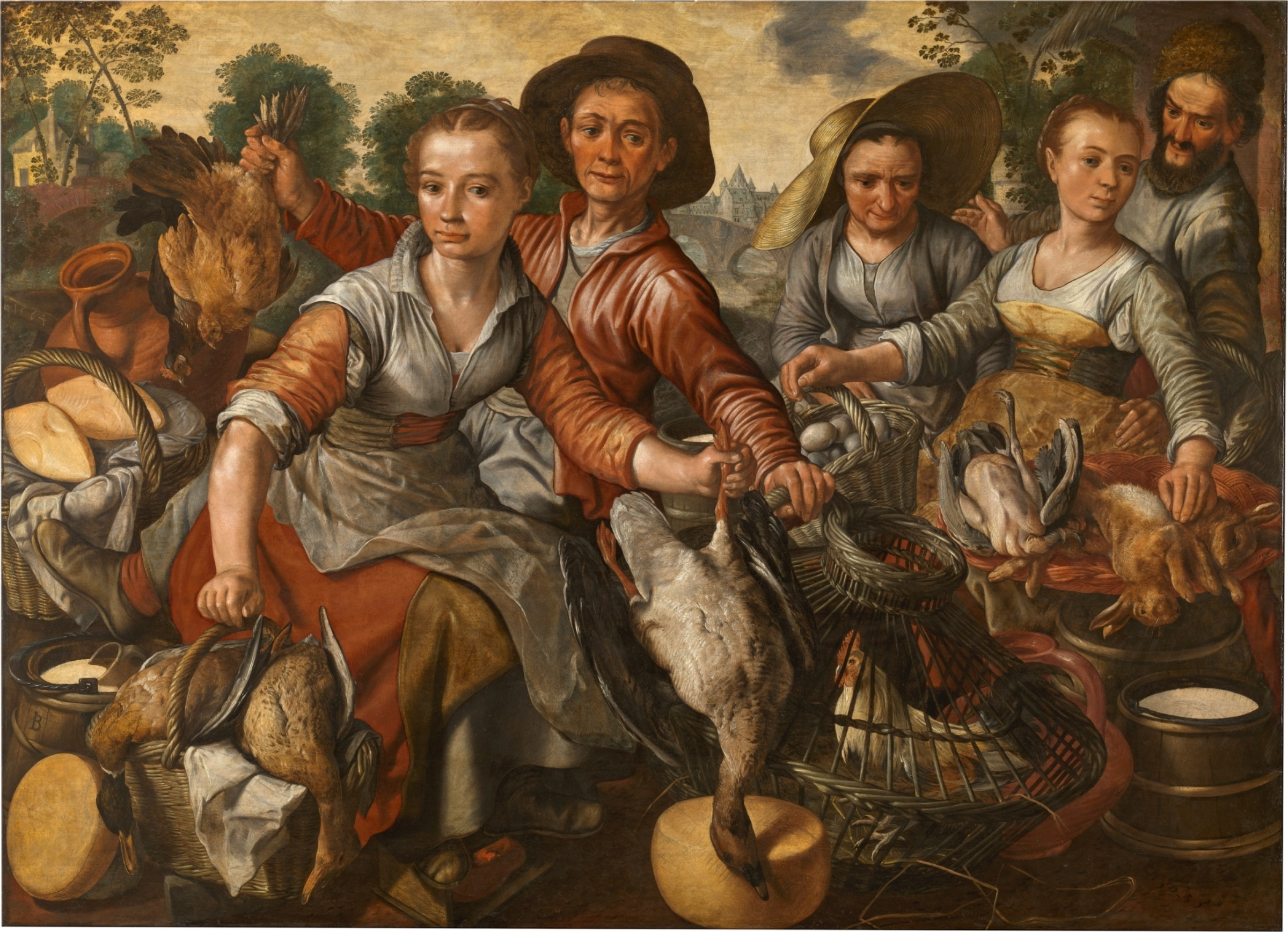
Un marché.

Ses compositions sont volontiers prétexte à de somptueuses natures mortes de fruits, de gibier et surtout de poissons. Sa technique, preste dans la touche, généreuse dans les empâtements, vive dans la couleur, annonce la truculence du baroque typiquement flamand de Jacob Jordaens et Pierre Paul Rubens. Dans ce XVIe siècle flamand qu'il représente bien, il est à la charnière de la Flandre du Moyen Âge, intériorisée et sévère, et de la Flandre festoyante et sensuelle du XVIIe siècle, tandis que la Hollande de Rembrandt poursuit une méditation et une introspection luthériennes.
Aertsen et Beuckelaer développent progressivement des images qui détachent le monde des produits du contenu religieux de leurs images hybrides antérieures. Ces œuvres ultérieures représentent soit des cuisines, soit des marchés et les personnes associées à ces activités, plus souvent des femmes que des hommes. Les peintures ultérieures de Beuckelaer montrent une plus grande profusion de denrées alimentaires dans les scènes de marché, ainsi qu'un premier plan plus proéminent de paysannes immergées dans ces articles de vente. Beuckelaer produit également plusieurs images d'étals de poisson, souvent avec des scènes religieuses en arrière-plan, mais parfois complètement séparées de tout récit ou référence supplémentaire.
Les scènes de marché de Beuckelaer, comme celles d'Aertsen, intègrent souvent des épisodes bibliques en arrière-plan. Sa série Les Quatre Éléments, acquise par la National Gallery de Londres en 2001, en est un exemple à grande échelle. L'Eau, par exemple, montre un marché aux poissons vendant douze sortes de poissons, représentant les douze apôtres de Jésus. À travers une arche en arrière-plan, on peut voir le Christ marchant sur le lac de Tibériade après sa résurrection, faisant apparaître miraculeusement des poissons dans des filets vides.

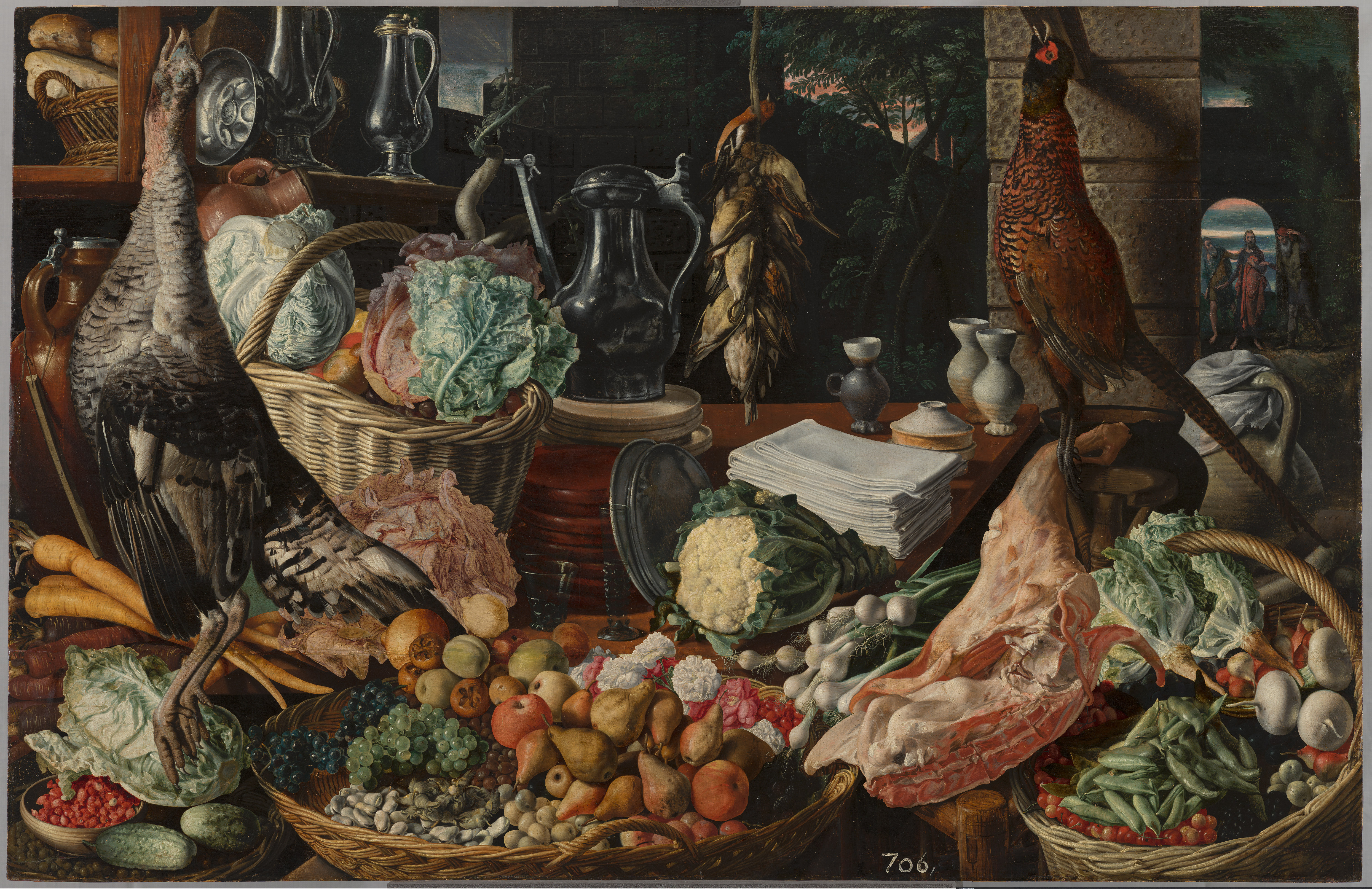
Scène de cuisine avec le Christ à Emmaüs.

L'une des natures mortes sans personnages dans la cuisine ou la scène de marché elle-même, la scène de cuisine avec le Christ à Emmaüs (vers 1660/65, Mauritshuis, La Haye) est unique dans son œuvre. Dans cette composition, Beuckelaer peint une cuisine avec de nombreux ingrédients pour un repas somptueux : légumes, fruits, noix, volaille et un gros morceau de viande. Le linge de table et la vaisselle sont également visibles. En arrière-plan, Beuckelaer représente l'histoire biblique des pèlerins d'Emmaüs. L'histoire est reléguée au second plan tandis que le sujet secondaire des préparatifs du dîner de la visite du Christ à Emmaüs devient le sujet principal du tableau. Cette scène et des scènes similaires dites natures mortes inversées, sont considérées comme les précurseurs des natures mortes du XVIIe siècle, dans lesquelles les éléments narratifs ont complètement disparu. Sa nature morte d'une carcasse appelée Porc abattu ( Musée Wallraf Richartz) datée de 1563 est probablement le premier exemple daté de ce type.
Beuckelaer peint également des staffages pour d'autres artistes tels Antonio Moro et Cornelis van Dalem,. Le biographe du XVIIe siècle Carel van Mander affirme qu'il ne pouvait vendre ses peintures qu'à bas prix et qu'elles ne sont devenues prisées qu'après sa mort. Cependant, la grande taille de ses œuvres ultérieures et le nombre de variantes d'atelier produites sont considérés comme une indication d'un certain succès au moins vers la fin de sa vie.
Au cours des années 1560, en particulier au début de la décennie, Beuckelaer peint des œuvres purement religieuses, pour lesquelles, contrairement aux scènes de cuisine et de marché, des dessins sont connus. Au cours de cette période, il réalise également des cartons pour le vitrail.
En 1563, il expérimente de manière innovante des décors paysagers plus francs, qui laissèrent leurs marques chez les artistes ultérieurs à Anvers.
Les recherches sur la technique sous-jacente à ses toiles ont montré qu'il recycle souvent ses propres compositions d'une image à l'autre. Il utilise des motifs d'éléments groupés à travers un papier calque pour composer de nouvelles images avec une variété apparente. Ce type de technique lui a permis d'augmenter l'efficacité de sa production et de réduire les coûts en temps et en efforts.
Son travail est influent. Le peintre flamand de natures mortes et animalières Frans Snyders a développé ses nombreuses scènes de marché baroques en s'inspirant du travail d'Aertsen et de Beuckelaer. Des peintres de l'Italie du Nord tels que Vincenzo Campi et Jacopo Bassano ont également été influencés par son travail.

## Œuvres dans les collections publiques
- Amsterdam : 

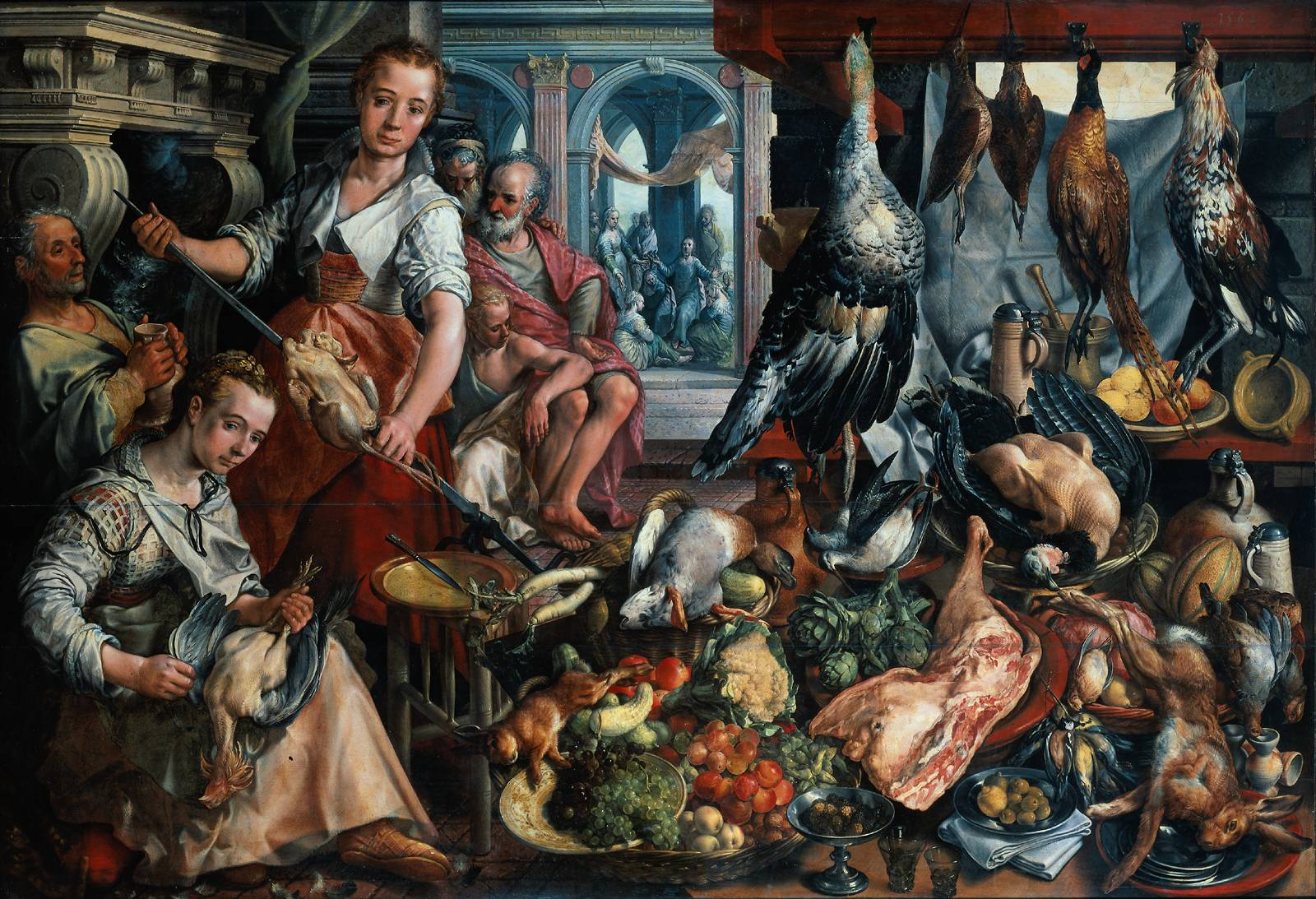
La Cuisine bien garnie. Au fond, Jésus, Marthe et Marie, nature morte inversée (1566), Rijksmuseum.

  - Servante préparant des volailles. Au fond, Jésus, Marthe et Marie (ou bien La Cuisine bien garnie. Au fond Jésus, Marthe et Marie une nature morte inversée, 1566, Rijksmuseum)
  - Scène de cuisine, avec Jésus dans la maison de Marthe et Marie à l'arrière plan, 1569, déposé au château de Muiderslot
  - Ecce Homo.
- Anvers : Le Marché aux poissons - Le Fils prodigue - La Marchande d'œufs.
- Bruxelles : 
  - Le Fils prodigue
  - Nature morte aux poissons, harengs et légumes
  - Jésus chez Marthe et Marie, 1565, 113 × 163 cm, Musée d'Art ancien[13]
- Budapest : Marché.
- Dresde : Les Quatre Évangélistes dans une salle - Renaissance.
- Florence (Musée des Offices) : Le Christ montré au peuple ou Ecce Homo", 1566, 110 × 140 cm[14]
- Gand (Musée des Beaux-Arts)[15] : 
  - Cuisine, 1570, huile sur toile, 157 × 215 cm
  - Le Marché aux poules, 1570, huile sur toile, 157 × 215 cm
- Gênes : Le Marché.
- Lille : Le Pourvoyeur.
- Londres (National Gallery): Les Quatre Éléments.

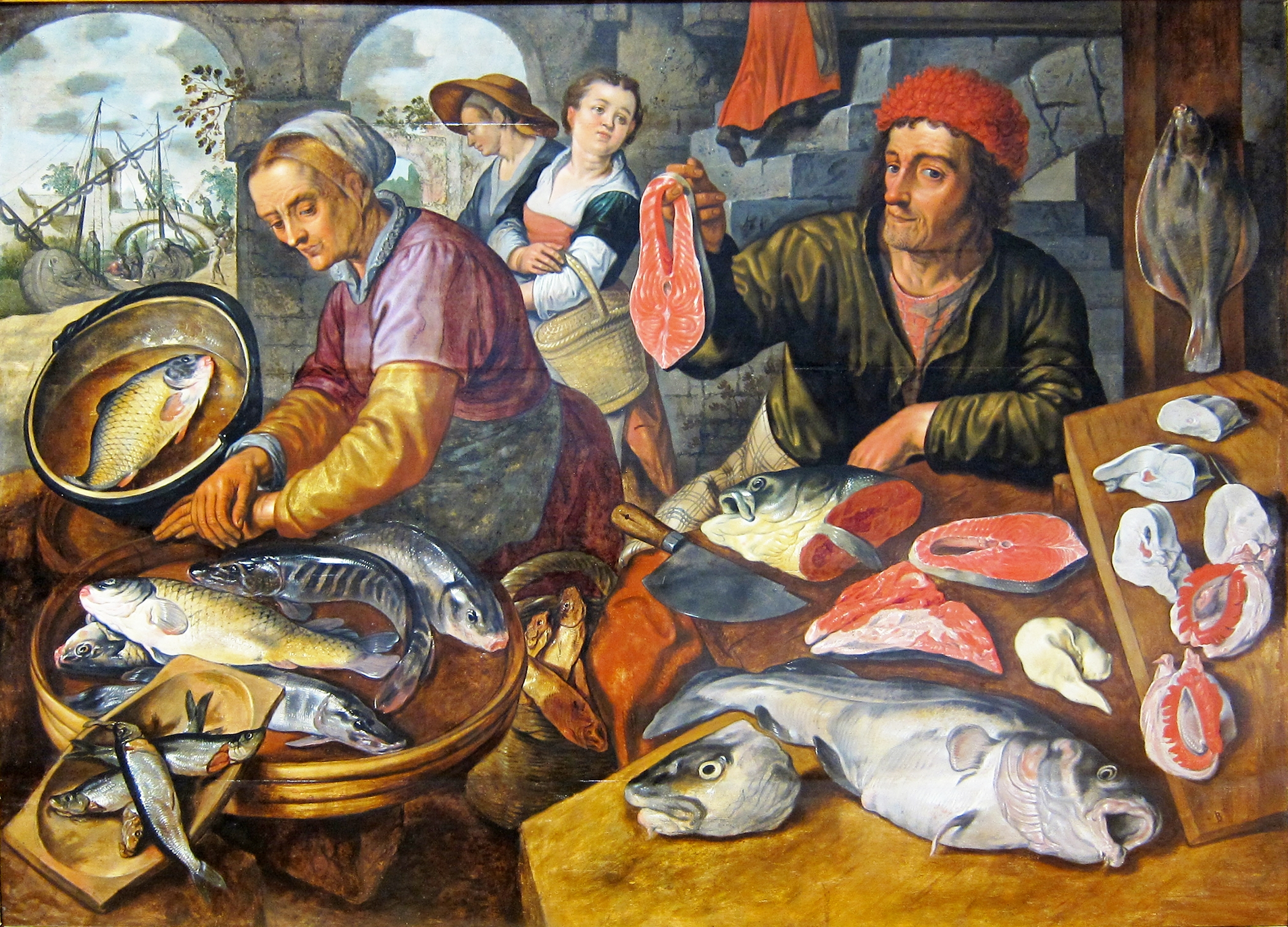
Le Marché aux poissons, 1568, Musée des beaux-arts de Strasbourg.

- Munich : Foire au fond de flagellation.
- Munich (Coll. Dr Lenoir) : Portement de Croix.
- Naples (Capodimonte) : 
  - Marché aux poissons, 1570, huile sur toile, 155 × 214 cm[16]
  - La Boutique du boucher, 1568, huile sur toile
  - Le Vendeur de gibiers, 1566-70, huile sur toile
- Nuremberg : Ecce Homo au premier plan un marché.
- Paris (Louvre)[17] :
  - Intérieur de cuisine, 1566, bois, 109 × 139 cm
  - Le Christ en Croix, bois, 56 × 56 cm
- Pise : La Cuisine.
- Saint-Pétersbourg : Jésus guérit le paralytique, Kermesse.
- Schleissheim : Le Marché aux poissons.
- Stockholm : Le Marché aux légumes, au fond le Christ sur le chemin du Golgotha - Le Marché au légumes, au fond le Christ montré au peuple - Le Marché aux légumes, au fond le Christ parle aux femmes – Le Marché aux poissons, au fond le Christ montré au peuple - Intérieur de cuisine avec des femmes
- Strasbourg : Le Marché aux poissons (nom donné par le musée).
- Toulon, Musée d'art : Sainte Marthe préparant le dernier repas de Jésus, nom donné par le musée alors que ce tableau est identique à celui intitulé La Cuisinière au musée de Vienne (voir ci-après).
- Valenciennes, Musée des Beaux-Arts : La Pourvoyeuse de légumes
- Varsovie : Le Marché
- Vienne (Musée Impérial) :
  - La Cuisinière
  - Le Marchand de volailles ou Paysans au marché, 1567, panneau, 109 × 140 cm, galerie Impériale, Kunsthistorisches Museum[18]